# Tetrodotoksin
Tetrodotoksin (skraćeno TTX), vrlo jak otrov, neurotoksin iz riba porodice napuhača ili Tetraodontidae. Otkrio ga je japanski znanstvenik Yoshizumi Tahara, koji ga je prvi puta uspio izolirati 1909. nazvavši ga po imenu porodice riba Tetraodontidae.
Tetrodotoksin se koristi u haitskoj voodoo-magiji gdje od njega bokori, (voodoo svećenici), uz još neke sastojke pripremaju prašak poznat kao coup de poudre koji navodno izaziva zombifikaciju, privremenu obamrlost, nakon koje 'pokojnik ponovno oživi'.